# Jake Chambers
Jake Chambers est un personnage fictif issu de la série de romans La Tour sombre de Stephen King.

## Biographie fictive
Jake Chambers est un jeune garçon de 11 ans, qui dans les années 1970, à la suite d'un accident provoqué par le psychopathe Jack Mort, se voit brutalement projeté dans l'Entre-Deux-Mondes. Dans le premier tome de la saga, Le Pistolero, Roland de Gilead le rencontre dans un relai de diligence puis l'emmène avec lui dans sa traque de l'Homme Noir avant de l'abandonner à la mort sous la montagne, forcé de choisir par l'Homme Noir entre lui et la poursuite de sa quête. 
Au début du deuxième tome de la saga, Les Trois Cartes, Roland de Gilead sait qu'il doit se trouver de nouveaux compagnons pour reformer son Ka-Tet et poursuivre sa quête de la Tour Sombre. 
Mais grièvement blessé à son réveil par les « homarstruosités », il doit passer un peu précipitamment les « portes » derrière lesquelles se trouvent ses compagnons, s'il ne veut pas succomber au venin des créatures. 
Après avoir récupéré Eddie Dean derrière la porte du « Prisonnier », et Susannah Dean derrière la porte de la « Dame d'Ombres », Roland pense avoir complété son Ka-Têt puisque la troisième porte qu'il a franchi, celle du « Pousseur », ne lui a pas apporté de nouveau compagnon. Au travers de cette dernière porte, il a au contraire pu rencontrer celui par qui deux personnes qu'il connait ont vu leur vie changer du jour au lendemain, le dénommé Jack Mort. La mort du psychopathe ayant permis de stabiliser l'esprit d'Odetta / Detta en une troisième entité, le Pistolero pense avoir cerné le rôle qui devait être celui de Jack Mort, et entreprend donc de former ses deux compagnons avant de se lancer dans la quête de la Tour.
Mais peu de temps après leur départ, dans Terres perdues, le Pistolero est en proie à des cauchemars. Son esprit ne peut se concentrer sur leur quête tant il est obsédé par les souvenirs d'un garçon qui devrait être avec lui mais qui n'y est pas. Dans un autre monde, le jeune Jake Chambers, fils d'un cadre supérieur de New York, est aussi en proie aux mêmes troubles qui agitent le Pistolero. Depuis qu'il a failli être écrasé par une voiture, une partie de son esprit lui affirme qu'il est mort, se rappelant son bref périple dans l'Entre-Deux-Mondes avec Roland. 
Ces visions menaçant directement sa santé mentale, le Pistolero a alors pour idée d'interroger le démon vivant dans un Cercle de Parole, cérémonie au cours de laquelle le corps de Susannah sert d'appât. De son côté Jake ne pouvant continuer à mener une vie normale en raison de la contradiction entre les deux parties de son esprit, décide de quitter son domicile avec pour seul bagage son sac et une arme. Attiré par une effrayante maison abandonnée qui se révèle être un portail entre les mondes, Jake échappe de justesse au monstre qui la hante avant d'être aspiré dans le monde du Pistolero (au moment où a lieu la cérémonie du Cercle de Parole).
Lorsqu'ils se retrouvent, le Pistolero comprend alors quel avait été le vrai rôle de Jack Mort dans sa rencontre avec Jake. En poussant le jeune garçon sous une voiture, accident à la suite duquel Jake avait péri, Jack Mort l'avait expédié sans le savoir dans le monde de Roland, à l'endroit où ils s'étaient rencontrés. L'intervention de Roland contrôlant Jack Mort a ainsi empêché cet incident d'avoir lieu (sauvant de ce fait la vie de Jake), mais a aussi empêché leur rencontre, et donc la cohérence même de sa mémoire.
Leurs retrouvailles permet au Ka-Têt d'être enfin complet, et Jake reçoit à son tour l'enseignement du Pistolero aux armes (en plus du lien privilégié qu'il partage déjà avec lui). Vite endurci et mature, Jake participe activement à la quête de la Tour, se liant au passage d'amitié avec un curieux animal de l'Entre-Deux-Mondes, un « bafouilleux » qu'il nomme « Ote ». Il possède de plus pour lui un don très rare de vision que possédait déjà l'un des anciens compagnons de Roland, le don du Shining. Il est enlevé à l'arrivée du groupe dans la cité de Lud mais Roland, refusant de l'abandonner une seconde fois, le retrouve.
Après l'épisode des loups de la Calla, Jake accompagne le père Callahan pour tenter de retrouver Susannah alors possédée par Mia. Leur route les mène dans un restaurant étrange rempli de monstres dans lequel le père Callahan perd d'ailleurs la vie en permettant à Jake de s'enfuir. Le jeune garçon participe ensuite à la destruction de la prison des Briseurs avec le reste du Ka-Têt, mais meurt quelques heures plus tard, en poussant Stephen King hors du chemin d'un véhicule qui allait l'écraser. Jake est enterré par Roland dans la forêt du Maine et longtemps pleuré par le Pistolero qui le considérait comme son fils.